# Svenska Petroleum
Svenska Petroleum AB var ett svenskt statligt oljebolag, som bedrev försäljning av fordonsbränsle under varumärket SP.
Svenska Petroleum AB bildades 1974 som ett kommersiellt instrument för svenska statens oljepolitik efter ett beslut i Sveriges riksdag. Det var ett helägt statligt företag genom Statsföretag och Statens vattenfallsverk. 
Riktlinjer för Svenska Petroleums verksamhet fastställdes av riksdagen i beslut om den svenska statliga oljepolitiken 1976. Svenska Petroleum gavs en central roll vid en möjlig oljeförsörjningskris, och byggdes upp för att i ett krisläge snabbt kunna expandera sin organisation för olika led i oljeförsörjningen. Inriktningen var framför allt mot industrins och den offentliga sektorns försörjning av eldningsoljor, medan detaljdistribution av fordonsbränslen ansågs vara en mindre angelägen uppgift.
År 1979 köpte Svenska Petroleum andelar av BP:s raffinaderi i Göteborg och i Scanraff i Lysekil.
Företaget köpte 1984 Petrofina S.A.:s svenska dotterbolag Svenska Fina AB med dess bensinstationskedja med varumärket Fina.
Svenska Petroleum gick samman med delar av Oljekonsumenternas förbund (OK) 1986 och bildade OK Petroleum (OKP), i vilket företag – förutom svenska staten och OK – också det av finländska staten ägda Neste Oy – ingick som ägare. OK:s ägande övertogs senare av KF Industri AB. 
Det tidigare av OK Petroleum AB majoritetsägda dotterbolaget Svenska Petroleum Exploration AB, där staten inledningsvis haft 49 % av aktierna,  hade 1990 en självständig ställning med staten som majoritetsägare. Det överläts enligt ett riksdagsbeslut i april 1991 till OK Petroleum AB med betalning genom en till staten riktad nyemission av aktier i OK Petroleum. I affären ingick att KF Industri och Neste skulle kunna förvärva nyemitterade aktier av staten, så att den inbördes aktiefördelningen ej skulle förändras.